# Брест, Мартин
Мартин Брест (англ. Martin Brest, род. 8 августа 1951, Бронкс, Нью-Йорк, США) — американский кинорежиссёр, продюсер и сценарист.

## Ранние годы
Мартин Брест родился 8 августа 1951 года в Бронксе, Нью-Йорк.
В 1969 году закончил Stuyvesant High School, в 1973-м — Школу искусств Нью-Йоркского университета . В 1977 году получил степень магистра изящных искусств (англ. Master of Fine Arts degree) в консерватории Американского института киноискусств.

## Карьера
Первым проектом, в котором Мартин попробовал себя в качестве сценариста и режиссёра, стал фильм «Красиво уйти», где сыграли Джордж Бёрнс, Арт Карни и Ли Страсберг. Затем Мартина назначили режиссёром «Военных игр», но уволили во время производства картины.
Первым крупным хитом Бреста стал «Полицейский из Беверли-Хиллз» с Эдди Мёрфи в главной роли. Фильм собрал в мировом прокате более 300 млн. долларов и номинировался на «Оскар» за лучший оригинальный сценарий.
В следующем фильме Бреста, «Успеть до полуночи», снялись Роберт Де Ниро и Чарлз Гродин. Фильм получил «Золотой глобус» в номинациях лучший фильм (комедия или мюзикл) (Брест) и лучшая мужская роль (комедия или мюзикл) (Де Ниро).
Новой яркой страницей в творчестве Мартина Бреста стал ремейк итальянского фильма 1974 года «Запах женщины». Именно за главную роль в этом фильме Аль Пачино получил свой единственный «Оскар» за лучшую мужскую роль и «Золотой глобус» за лучшую мужскую роль в драматическом фильме.
Шесть лет спустя Брест поставил мелодраму «Знакомьтесь, Джо Блэк» с Брэдом Питтом и Энтони Хопкинсом в главных ролях.
В 2003 году Брест написал сценарий к фильму «Джильи», а также выступил его режиссёром. На главные роли были утверждены Бен Аффлек и Дженнифер Лопес. Фильм провалился в прокате и к тому же был принят в штыки кинокритиками.

## Фильмография

### Режиссёр, продюсер и сценарист
| Год  |   | Русское название             | Оригинальное название | Роль                          |
| ---- | - | ---------------------------- | --------------------- | ----------------------------- |
| 1972 | ф | Бутерброды для Гогена        | Hot Dogs for Gauguin  | режиссёр, сценарист           |
| 1977 | ф | Горячие завтрашние дни       | Hot Tomorrows         | режиссёр, продюсер, сценарист |
| 1979 | ф | Красиво уйти                 | Going in Style        | режиссёр, сценарист           |
| 1984 | ф | Полицейский из Беверли-Хиллз | Beverly Hills Cop     | режиссёр                      |
| 1988 | ф | Успеть до полуночи           | Midnight Run          | режиссёр, продюсер            |
| 1992 | ф | Запах женщины                | Scent of Woman        | режиссёр, продюсер            |
| 1993 | ф | Джош и Сэм                   | Josh and S.A.M.       | продюсер                      |
| 1998 | ф | Знакомьтесь, Джо Блэк        | Meet Joe Black        | режиссёр, продюсер            |
| 2003 | ф | Джильи                       | Gigli                 | режиссёр, продюсер, сценарист |

### Актёр
| Год  |   | Русское название                 | Оригинальное название        | Роль              |
| ---- | - | -------------------------------- | ---------------------------- | ----------------- |
| 1972 | ф | Бутерброды для Гогена            | Hot Dogs for Gauguin         | Человек на пароме |
| 1982 | ф | Весёлые времена в школе Риджмонт | Fast Times at Ridgemont High | Доктор Миллер     |
| 1985 | ф | Шпионы как мы                    | Spies Like Us                | Охранник          |

## Награды

### Номинант
- «Оскар»
  - Лучший фильм за картину «Запах женщины».
  - Лучшая режиссура за картину «Запах женщины».

### Победитель
- Золотая малина
  - Худший фильм за картину «Джильи».
  - Худший сценарий за картину «Джильи».